# Gregorio López-Bravo
Gregorio López-Bravo y Castro (ur. 29 grudnia 1923, zm. 19 lutego 1985) – polityk hiszpański, członek Opus Dei, minister przemysłu (1962-1968), położył wielkie zasługi w rozwoju gospodarki Hiszpanii, następnie minister spraw zagranicznych (1969-1973), współzałożyciel Sojuszu Ludowego (1976). Zginął w katastrofie lotniczej.